# Imhotep (La mummia)
(Le ultime parole di Imhotep, nel film del 1999)
Imhotep è un personaggio immaginario apparso, per la prima volta, nel primo film della saga della mummia della Universal Pictures; in seguito, è apparso nella nuova serie della mummia. In entrambe le serie cinematografiche, Imhotep è il principale antagonista della storia.
Nel film originale, viene interpretato dall'attore Boris Karloff mentre nel remake, viene interpretato da Arnold Vosloo (che lo ha interpretato anche nel sequel).
Prende il nome dall'omonimo architetto, medico e astronomo realmente esistito durante la III dinastia egizia; il nome è tuttavia l'unico collegamento con questo personaggio storico.

## Biografia

### Versione originale

#### La mummia (1932)
Nel 1921 tre archeologi appartenenti ad una spedizione del British Museum scoprono a Tebe un sarcofago contenente la mummia del sacerdote Imhotep. Uno di loro, leggendo un papiro ritrovato nei pressi della bara (e che, in seguito, si scoprirà essere il Libro di Thot), riporta in vita il millenario sacerdote. La mummia fugge con il papiro e prende le sembianze, undici anni più tardi, di Ardath Bey; sotto questa identità fornisce a un'équipe di archeologi indizi sull'ubicazione della tomba della sua antica amata Ankh-es-en-Amon con l'intenzione di riportarla in vita.
Alcune settimane dopo, al Cairo, il sacerdote vede in Helen Grosvenor, fidanzata di uno degli archeologi a cui si era rivolto, la reicarnazione di Ankh-es-en-Amon e, di conseguenza, la rapisce per sacrificarla in un rito che le dovrebbe dare la vita eterna facendola tornare quella di un tempo.
Durante la cerimonia, Helen, che durante le prime fasi del rituale aveva cominciato a recuperare i ricordi della sua precedente vita come sacerdotessa di Iside, implora l'aiuto della dea che interviene miracolosamente uccidendo Imhotep.

### Remake

#### La mummia (1999)
Nell'Antico Egitto, Imothep ebbe una relazione con Anck-su-Namun (l'amante del faraone Seti I) ma, quando quest'ultimo lo scoprì, ordinò alle sue guardie di catturarlo. Imothep, dopo la morte di Anck-Su-Namun (la quale si suicidò, certa che Imhotep l'avrebbe fatta resuscitare) tentò di riportarla in vita ma venne catturato insieme ai suoi seguaci. Per il loro sacrilegio, i sacerdoti di Imhotep vennero mummificati vivi mentre al sacerdote, venne inflitta la maledizione dell'Hom Dai: gli venne tagliata la lingua e venne sepolto vivo assieme ad uno sciame di scarabei carnivori. Il rituale fornì la vita eterna, costringendo Imhotep a vivere un'agonia eterna. Viene seppellito in grande segretezza, imprigionato in un sarcofago sotto la statua del dio Anubi, e tenuto sotto sorveglianza dai Medjai, i discendenti delle guardie del faraone. Se Imhotep venisse mai resuscitato, i poteri che l'hanno reso immortale spargerebbero un'onda di distruzione e morte sulla Terra.
Nel 1923, ritornato alla vita, Imothep tenta di rapire Evelyn Carnahan (per risvegliare la sua amata Anck-Su-Namun) ma, prima che il rituale si compia, viene ucciso da Rick O'Connell e rispedito nel mondo dei morti.

#### La mummia - Il ritorno
Nel seguito, Imothep viene resuscitato da un culto segreto egiziano che intende usarlo per uccidere il feroce Re Scorpione, così che il sacerdote prenda il comando sull'Armata di Anubi; al suo fianco, si schiera anche Meela Nais, la reincarnazione di Anck-Su-Namun. Per raggiungere L'Oasi di Ahm Shere rapisce Alex il figlio di Rick e lo convince a portarlo all'Oasi spiegando al bambino che se non vi fosse entrato entro 7 giorni da quando si era messo il Bracciale di Anubi sarebbe morto a causa del Bracciale che gli avrebbe risucchiato la vita. Durante quel periodo Imhotep affida Alex a Loch Nah ordinandogli di tenerlo d'occhio affinché non scappi ma imponendogli di non fare al piccolo del male perché se l'avesse fatto Imhotep l'avrebbe ucciso. Imhotep dopo essersi rigenerato incarna l'anima di Anck-Su-Namun nel corpo di Meela e così facendo riporta completamente in vita Anck-Su-Namun con la quale si riunisce. Quando Imhotep scopre che Alex ha lasciato delle tracce per farsi seguire dai suoi genitori decide di liberarsi di loro e abbatte il dirigibile su cui Rick ed Evelyn viaggiavano con un'onda d'acqua gigante. Credendo di essersi liberato di loro prosegue il viaggio con Alex fino ad Ahm Shere. Giunto sul luogo i suoi seguaci vengono uccisi da dei Pigmei mummificati e solo lui e Anck-Su-Namun rimangono in vita mentre Alex viene salvato da Rick e la sua famiglia mentre Loch Nah viene ucciso da Ardeth. Giunto alla piramide viene nuovamente privato dei suoi poteri da Anubi perché vuole che affronti il Re Scorpione come un mortale e allo stesso tempo viene raggiunto da Rick e i 2 uomini si ritrovano ad affrontare il Re Scorpione mentre L'Armata di Anubi viene risvegliata e tenuta a bada dai Medjai guidati da Ardeth.
Tuttavia, alla fine, è Rick ad uccidere il Re Scorpione (tramite la Lancia di Osiride) e, contemporaneamente, gli ordina di tornare nel mondo dei morti insieme al suo esercito. Imothep, trascinato dalle anime defunte nel mondo dei morti, tenta di sfuggirgli ma, dopo aver visto Anck-Su-Namun fuggire anziché aiutarlo, si lascia cadere, volontariamente, nel mondo dei morti (stavolta, per sempre).

#### La mummia - La tomba dell'Imperatore Dragone
Imothep non appare (essendo defunto) ma viene citato in alcune occasioni: infatti, Jonathan, a Shanghai, ha intitolato una discoteca a tema egizio (di cui è il proprietario) proprio in suo "onore".

## Poteri e abilità

### Originale
Nel film originale Imhotep dimostra di possedere poteri particolari, ma mai teatrali come nel remake: mantiene infatti sempre una rigida compostezza e misteriosità nell'azione dei poteri occulti (gli è sufficiente uno sguardo o alzare la mano per mostrare l'anello), e in questo risiede anche la sua minacciosità. Possiede una forza ben superiore rispetto a una persona normale e può rendere suo schiavo chiunque con uno sguardo. Possiede una vasca in cui può evocare immagini del passato e controllare i nemici; osservandoli attraverso questa vasca può inoltre ucciderli (ma non è chiaro se la morte sia dovuta a soffocamento o ad arresto cardiaco). Grazie al collegamento spirituale fra Ankh-es-en-Amon e Helen, può attirare quest'ultima a sé con la telepatia.

### Remake
In qualità di sommo sacerdote, Imhotep era dotato di grandi poteri mistici, tanto che a detta di Anck-su-Namun egli è l'unico che sia in grado di riportarla in vita; oltre a questo, come visto in La Mummia - Il ritorno, è dotato di notevoli capacità nell'uso delle armi bianche.
A seguito della maledizione Hom Dai divenne un "non morto" dotato di una forza sovrumana e di poteri rigenerativi tali da renderlo inarrestabile; dopodiché, col proseguire della sua rigenerazione (che avviene nutrendosi delle carni di coloro che hanno estratto il Libro dei Morti, dallo scrigno in cui era riposto), ha ottenuto nuove capacità quali la telecinesi, la capacità di tramutarsi in sabbia, il potere di assoggettare la folla alla propria volontà e la capacità di levitare. Tuttavia, viene privato della sua anima immortale da Evelyn e da Jonathan Carnahan (utilizzando una formula magica, presente nel Libro di Amun-Ra) e, infatti, viene poi ucciso da Rick O'Connell.
L'unica sua debolezza era il terrore dei gatti (dovuto al fatto che essi siano i custodi del mondo dei morti); a seguito del completamento della propria rigenerazione, infatti, scompare questa fobia.